# Miguel Prado de los Santos
Miguel Prado de los Santos es un político mexicano, miembro actualmente del partido Movimiento Regeneración Nacional (Morena) y con anterioridad del Partido Verde Ecologista de México. Ha ocupado varios cargos en el gobierno de Chiapas y desde 2018 es diputado federal.

## Reseña biográfica
Miguel Prado de los Santos es licenciado en Administración de Empresas egresado de la Universidad Salazar, tiene estudios de diplomado en Competencias Digitales y en Derecho Parlamentario.
De 2010 a 2011 ocupó el cargo de jefe de departamento de Jubilaciones del Instituto de Seguridad y Servicios Sociales de los Trabajadores del Estado (ISSSTE). A partir de 2013 en el gobierno estatal de Manuel Velasco Coello ocupó el cargo de director general del Instituto Chiapaneco de Educación de Jóvenes y Adultos de hasta 2015, en que lo dejó al ser electo diputado a LXIV Legislatura del Congreso de Chiapas. Pidió licencia a dicho cargo en 2016 para ocupar la delegación en Chiapas de la Secretaría de Desarrollo Social y a su vez en 2017 dejó la delegación para ser titular de la secretaría de Pesca y Acuacultura en el gobierno de Manuel Velasco Coello. 
Renunció a la secretaría para ser candidato a diputado federal por la coalición Juntos Haremos Historia en 2018, siendo electo por el Distrito 7 de Chiapas a la LXIV Legislatura. En la Cámara de Diputados es integrante de la bancada de Morena, y ocupa los cargos de presidente de la comisión de Desarrollo Social, a integrante de las de Gobernación y Población; y de Radio y Televisión.